# Pietro di Francesco Orioli
Pietro di Francesco degli Orioli (Siena, 1458 – Siena, 1496) è stato un pittore italiano.

## Biografia
Figlio di Francesco di Bartolomeo e di Caterina d’Andrea, pizzicaiolo, nacque a Siena e vi fu battezzato il 24 novembre 1458. Apparteneva una famiglia di orologiai e il soprannome ‘degli Orioli’ fu acquisito dal padre perché curava appunto il funzionamento degli orologi pubblici sia a Siena sia a San Gimignano.
Le sue prime opere, databili tra la fine degli anni Settanta e i primi del decennio successivo, lo mostrano molto legato alla cultura di Matteo di Giovanni, uno dei maestri più affermati della pittura senese del tempo, come se ne avesse frequentato la bottega. Lo si avverte nel polittico, di arcaica struttura ad archetti gotici, raffigurante la Madonna col Bambino e santidella pieve dei Ss. Pietro e Paolo a Buonconvento e nella Natività di S. Agostino a Massa Marittima. Nonostante questo forte legame, tuttavia, Orioli mostra subito una grande indipendenza e soprattutto un insolito interesse per le ricerche spaziali, che lo rendono un caso singolare nel suo ambiente di origine. Ancora vicine a Matteo di Giovanni appaiono opere come la Madonna col Bambino e due angeli dello Sterling and Francine Clark Art Institute di Williamstown, Massachusetts e la tavoletta di Gabella datata 1483 con La consegna delle chiavi della città di Siena alla Madonna, dell’Archivio di Stato di Siena.
Al 20 agosto 1489 risale il primo pagamento per un’opera documentata, l’affresco entro una lunetta con Cristo lava i piedi agli apostoli per la cappella Cerretani, o di S. Giovanni Evangelista, nel battistero di Siena, commissionato dall’operaio del duomo Alberto Aringhieri e per molto tempo considerato la sola opera sopravvissuta di Orioli.
Tra il 1492 e il 1493 è ricordato per impegni decorativi non meglio specificati attorno alla vetrata principale del duomo e nella cappella di S. Ansano. Nello stesso periodo, in occasione di una commissione ricevuta, probabilmente, per le nozze celebrate il 18 gennaio 1493 di Silvio Piccolomini di Sticciano con Battista di Neri Placidi, collaborò, assieme a un manipolo di altri pittori presenti a Siena – Francesco di Giorgio, Neroccio de’ Landi, il Maestro di Griselda, e forse Matteo di Giovanni – a una serie di tavole con Eroi ed eroine dell’antichità, dipingendo la figura di Sulpicia, oggi conservata nella Walters Art Gallery di Baltimora. Attorno al 1490 si data anche la sua partecipazione agli affreschi nella cappella Bichi in S. Agostino a Siena, dove lavorò come collaboratore di Francesco di Giorgio, al quale si devono i cartoni della maggior parte delle figure e l’impostazione stessa delle due scene con la Nascita di Maria e la Natività. Coeva all’intervento in S. Agostino è l’Ascensione di Cristo per la basilica di S. Bernardino all’Osservanza nella quale emergono vivi ricordi di Luca Signorelli, presente anch’egli nella decorazione della cappella Bichi. Di poco successiva è la Visitazione e santi conservata nella stessa Pinacoteca, nella quale, come nella coeva Natività della chiesa dei Ss. Stefano e Niccolò di Cerreto Ciampoli (adesso alla National Gallery di Londra), si osservano tangenze con la pittura fiorentina di Filippino Lippi, che mostrano Orioli sempre recettivo alle novità del momento e capace di rielaborare in modo personale.
Come ricordato dall’erudito senese Sigismondo Tizio (fine sec. XV - inizio sec. XVI), sarebbe morto di peste a Siena, il 9 agosto 1496.

## Galleria d'immagini

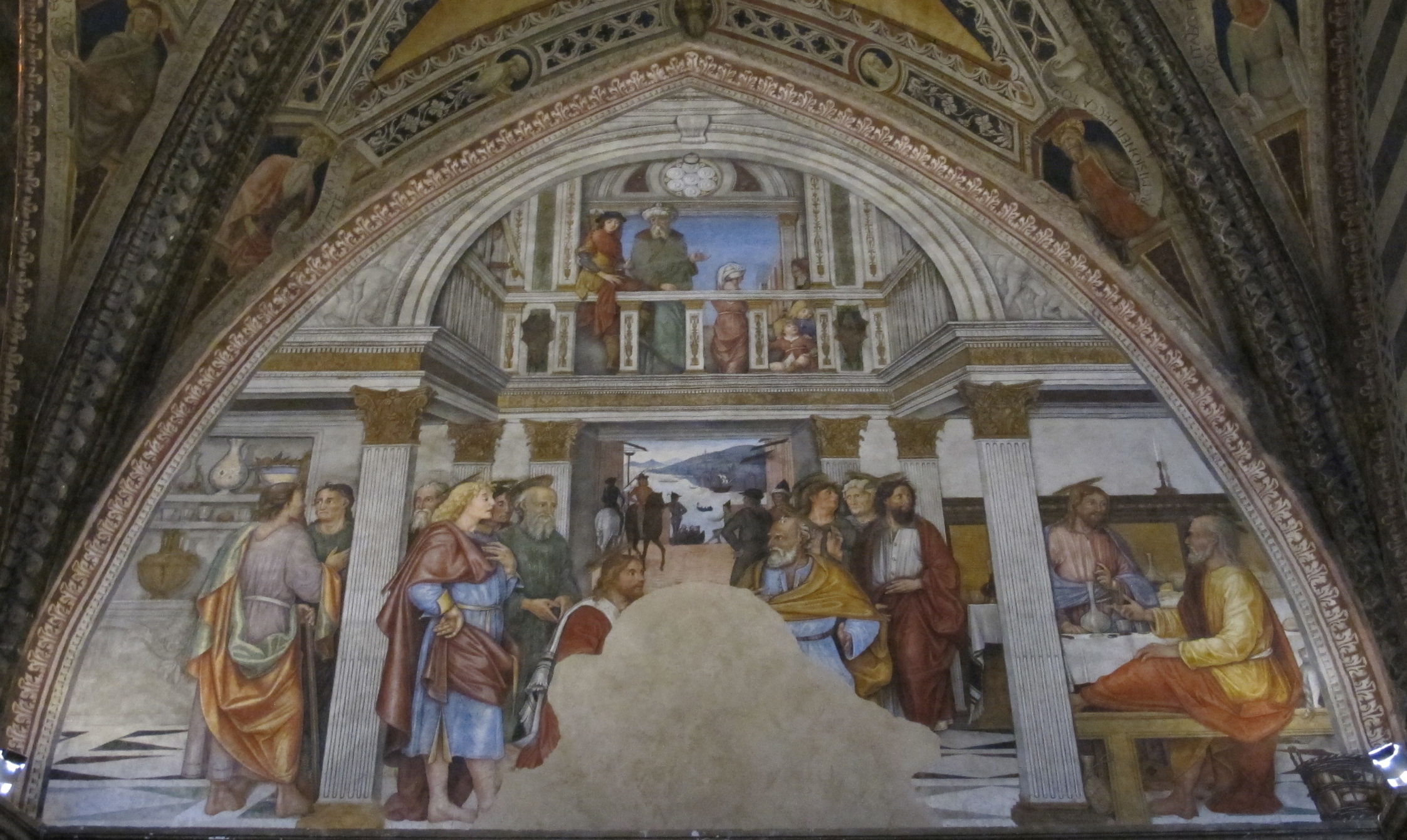
Lavanda dei piedi
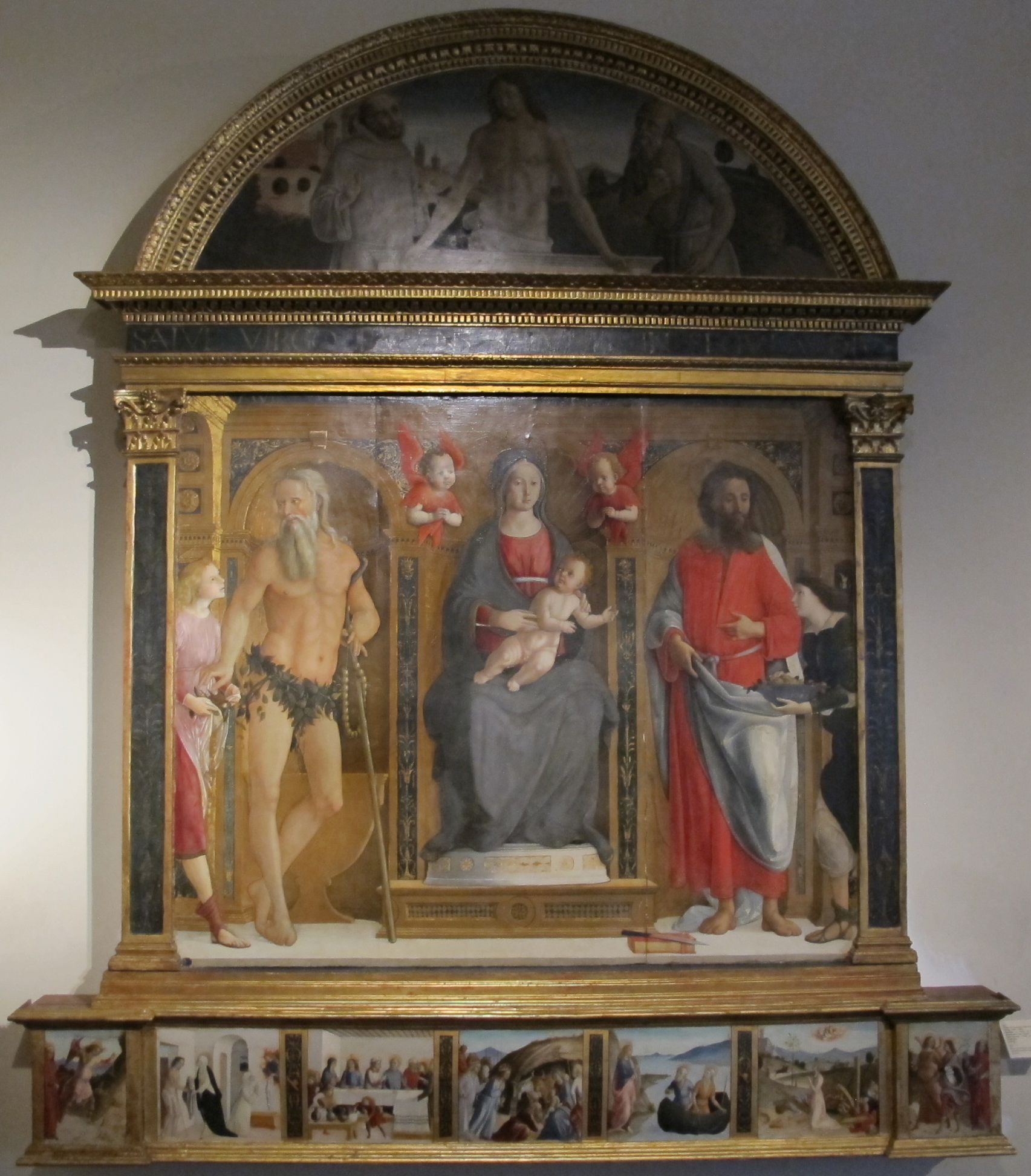
Madonna col Bambino e Santi
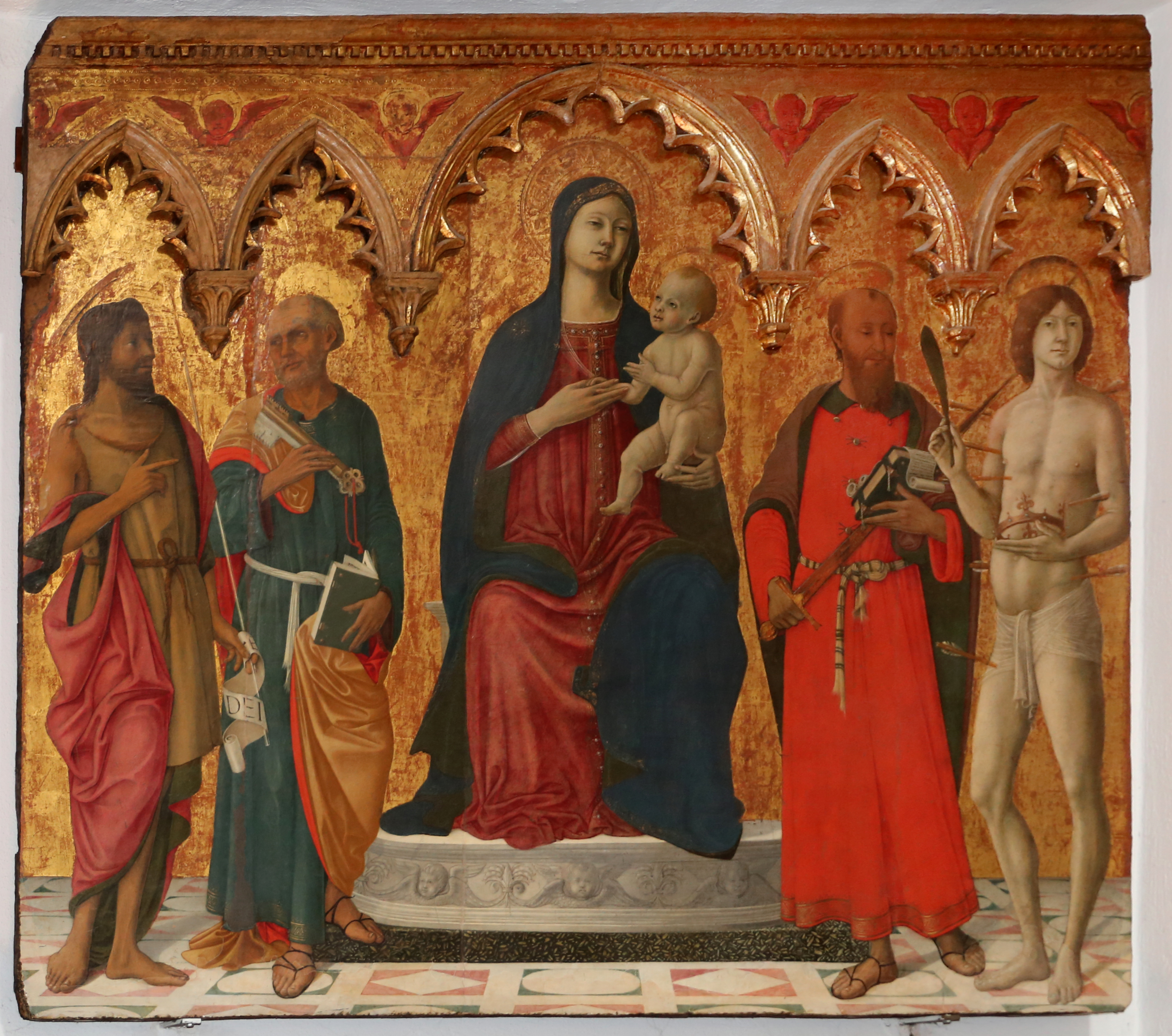
Madonna in trono col Bambino e angeli
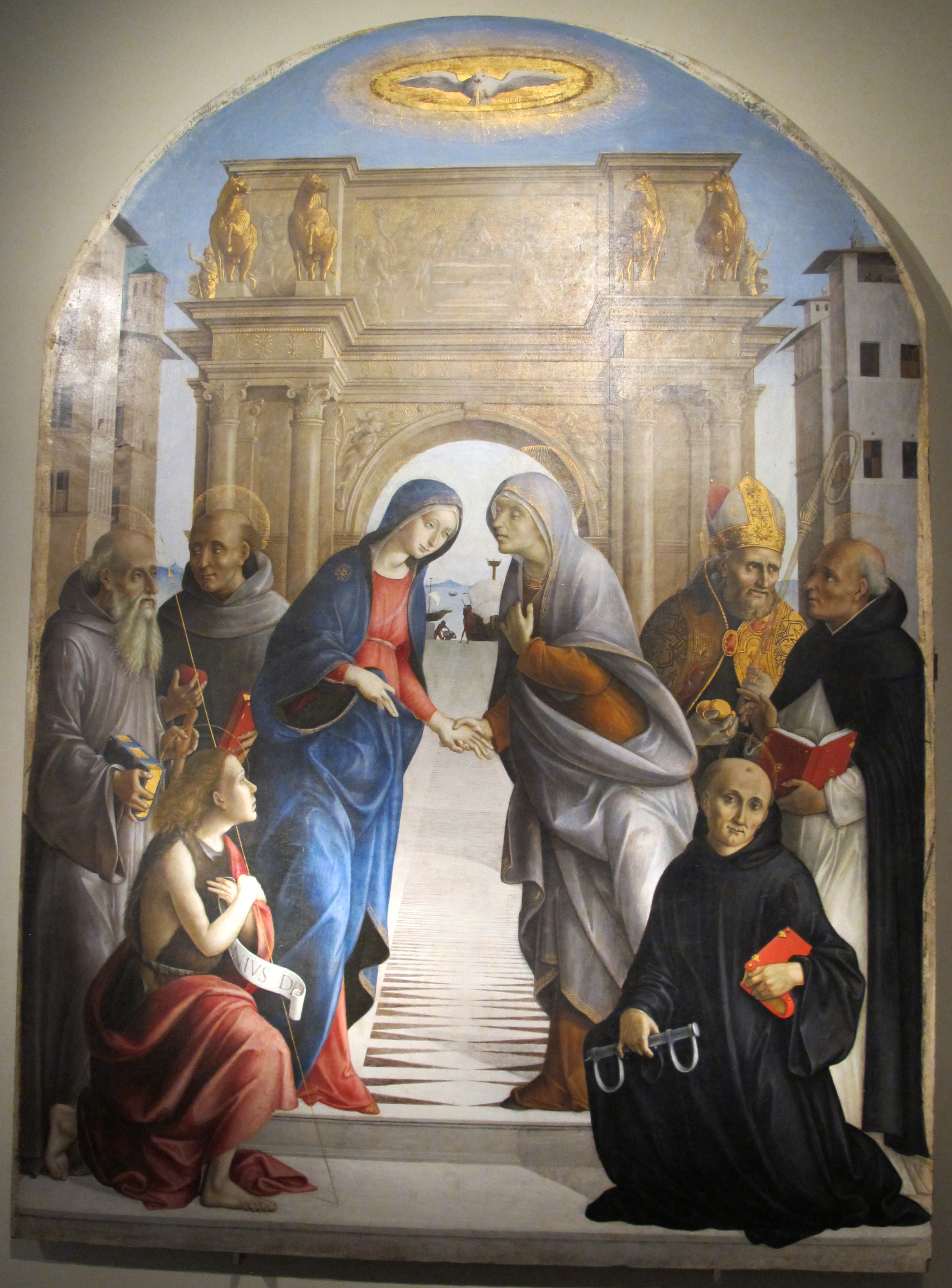
Visitazione con santi
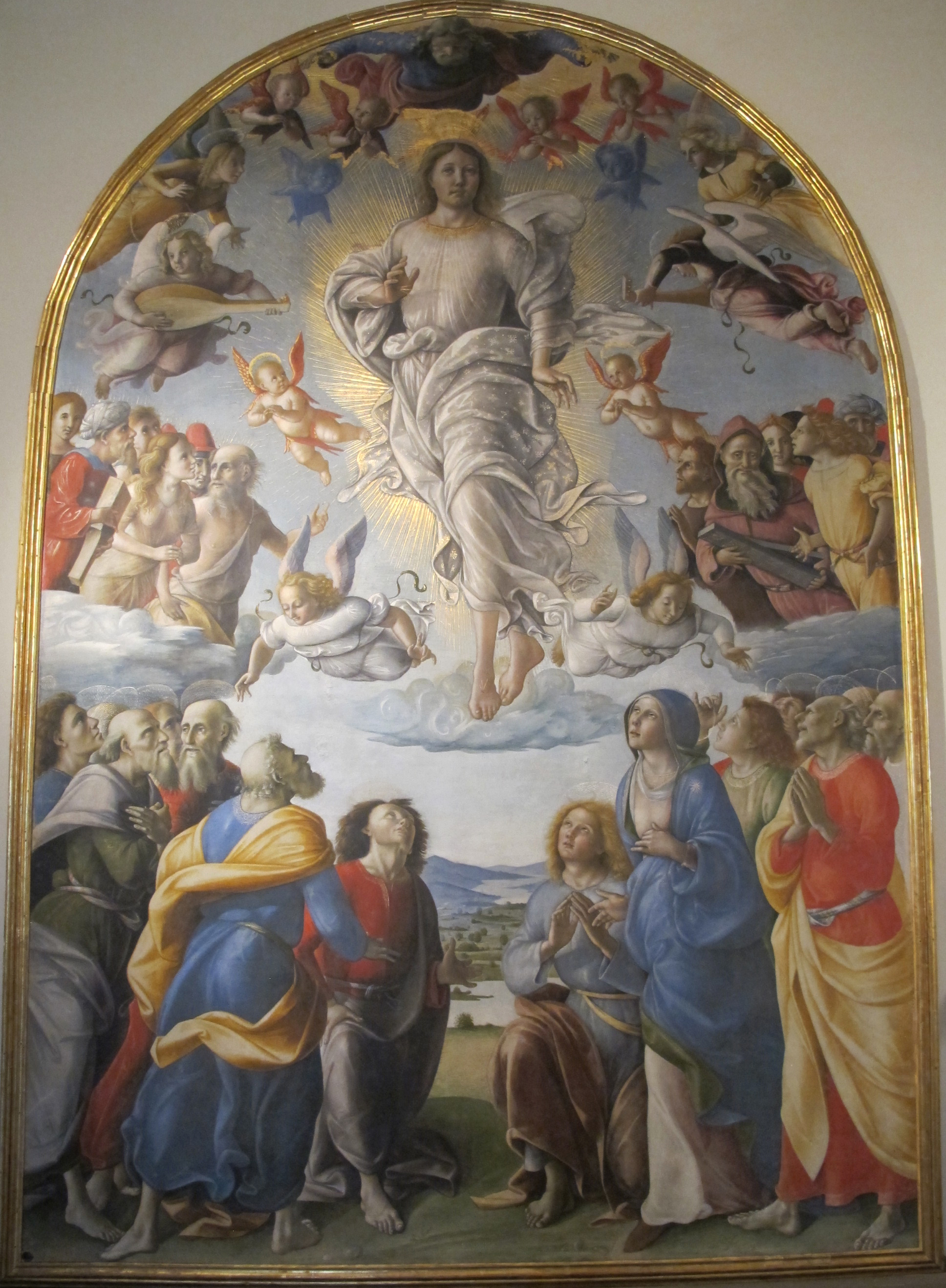
Ascensione
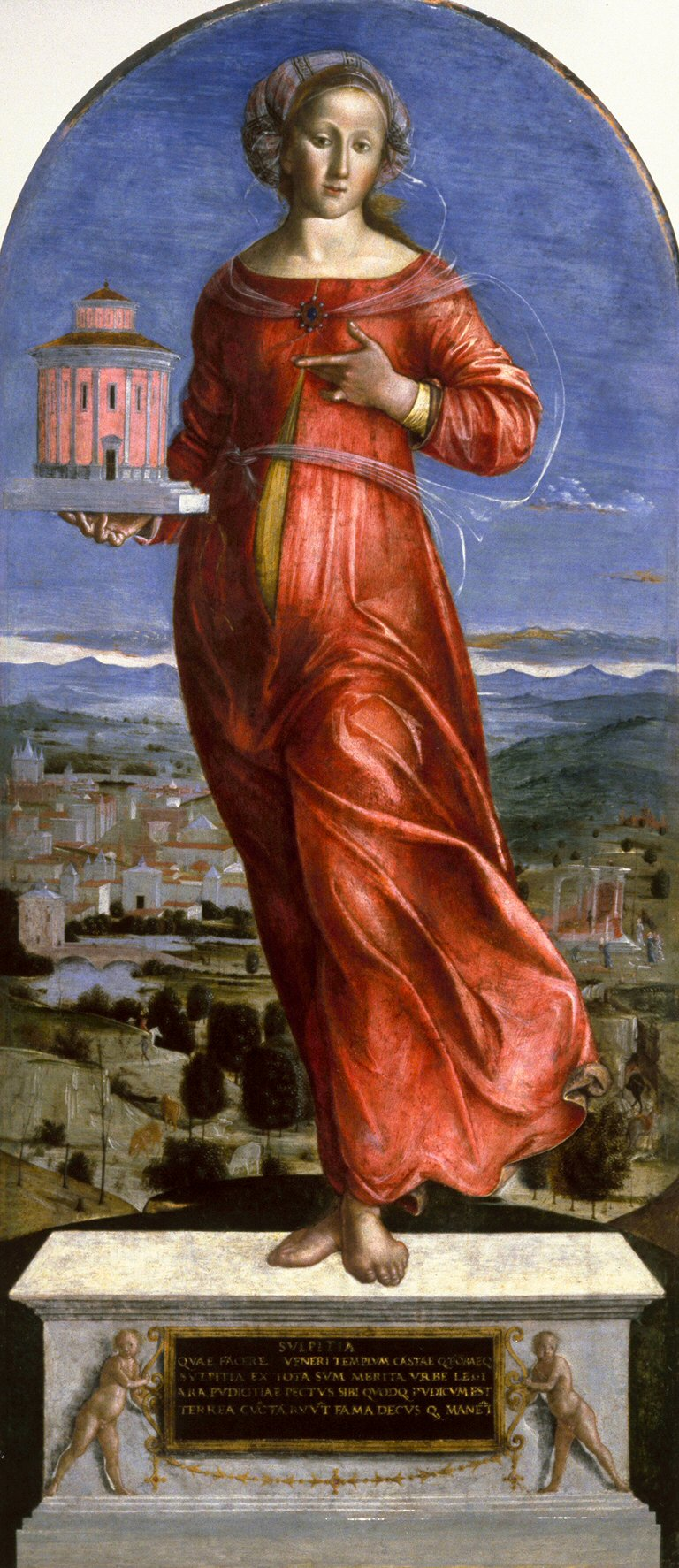
Sulpicia